# TV 예술무대
《TV 예술무대》는 2013년 1월 8일부터 2024년 10월 8일까지 방영된 MBC의 공연•음악 전문 텔레비전 프로그램이며, 다시 2년 만에 부활하는 수요예술무대에 뒤를 이어서 현재의 TV 예술무대의 명맥이 이어오기 때문이다.

## 방송 시간
| 방송 채널 | 방송 기간 | 방송 시간                                 | 방송 분량  |
| --------- | --- | ----------------------------------------- | ---------- |
| MBC TV    | 2013년 1월 8일 | 매주 화요일 새벽 2시 55분 ~ 4시 15분      | 1시간 20분 |
| MBC TV    | 2013년 1월 22일 ~ 2013년 2월 5일 | 매주 화요일 새벽 2시 55분 ~ 4시 15분      | 1시간 20분 |
| MBC TV    | 2013년 2월 19일 ~ 2013년 3월 11일 | 매주 화요일 새벽 2시 55분 ~ 4시 15분      | 1시간 20분 |
| MBC TV    | 2013년 1월 15일 | 매주 화요일 새벽 2시 55분 ~ 4시 5분       | 1시간 10분 |
| MBC TV    | 2013년 2월 12일 | 매주 화요일 새벽 2시 20분 ~ 3시 40분      | 1시간 20분 |
| MBC TV    | 2013년 12월 24일 | 매주 화요일 새벽 2시 20분 ~ 3시 40분      | 1시간 20분 |
| MBC TV    | 2013년 3월 19일 | 매주 화요일 새벽 2시 50분 ~ 4시           | 1시간 10분 |
| MBC TV    | 2013년 3월 26일 ~ 2013년 4월 9일 | 매주 화요일 새벽 1시 50분 ~ 3시 10분      | 1시간 20분 |
| MBC TV    | 2013년 11월 5일 | 매주 화요일 새벽 1시 50분 ~ 3시 10분      | 1시간 20분 |
| MBC TV    | 2014년 4월 22일 ~ 2014년 4월 29일 | 매주 화요일 새벽 1시 50분 ~ 3시 10분      | 1시간 20분 |
| MBC TV    | 2014년 7월 22일 | 매주 화요일 새벽 1시 50분 ~ 3시 10분      | 1시간 20분 |
| MBC TV    | 2014년 10월 21일 | 매주 화요일 새벽 1시 50분 ~ 3시 10분      | 1시간 20분 |
| MBC TV    | 2015년 6월 9일 ~ 2015년 8월 18일 | 매주 화요일 새벽 1시 50분 ~ 3시 10분      | 1시간 20분 |
| MBC TV    | 2015년 9월 1일 ~ 2015년 9월 15일 | 매주 화요일 새벽 1시 50분 ~ 3시 10분      | 1시간 20분 |
| MBC TV    | 2013년 4월 16일 ~ 2013년 4월 30일 | 매주 화요일 새벽 1시 55분 ~ 3시 15분      | 1시간 20분 |
| MBC TV    | 2013년 6월 11일 | 매주 화요일 새벽 1시 55분 ~ 3시 15분      | 1시간 20분 |
| MBC TV    | 2013년 7월 2일 | 매주 화요일 새벽 1시 55분 ~ 3시 15분      | 1시간 20분 |
| MBC TV    | 2013년 7월 16일 ~ 2013년 7월 30일 | 매주 화요일 새벽 1시 55분 ~ 3시 15분      | 1시간 20분 |
| MBC TV    | 2013년 8월 13일 ~ 2013년 8월 20일 | 매주 화요일 새벽 1시 55분 ~ 3시 15분      | 1시간 20분 |
| MBC TV    | 2013년 9월 3일 ~ 2013년 9월 10일 | 매주 화요일 새벽 1시 55분 ~ 3시 15분      | 1시간 20분 |
| MBC TV    | 2013년 9월 24일 ~ 2013년 10월 15일 | 매주 화요일 새벽 1시 55분 ~ 3시 15분      | 1시간 20분 |
| MBC TV    | 2014년 1월 28일 | 매주 화요일 새벽 1시 55분 ~ 3시 15분      | 1시간 20분 |
| MBC TV    | 2014년 3월 25일 | 매주 화요일 새벽 1시 55분 ~ 3시 15분      | 1시간 20분 |
| MBC TV    | 2015년 3월 3일 | 매주 화요일 새벽 1시 55분 ~ 3시 15분      | 1시간 20분 |
| MBC TV    | 2015년 5월 5일 | 매주 화요일 새벽 1시 55분 ~ 3시 15분      | 1시간 20분 |
| MBC TV    | 2015년 5월 19일 | 매주 화요일 새벽 1시 55분 ~ 3시 15분      | 1시간 20분 |
| MBC TV    | 2013년 5월 7일 ~ 2013년 6월 4일 | 매주 화요일 새벽 2시 5분 ~ 3시 25분       | 1시간 20분 |
| MBC TV    | 2013년 6월 18일 | 매주 화요일 새벽 1시 55분 ~ 2시 45분      | 50분       |
| MBC TV    | 2013년 6월 25일 | 매주 화요일 새벽 1시 55분 ~ 3시 10분      | 1시간 15분 |
| MBC TV    | 2013년 8월 6일 | 매주 화요일 새벽 1시 55분 ~ 3시 10분      | 1시간 15분 |
| MBC TV    | 2014년 3월 18일 | 매주 화요일 새벽 1시 55분 ~ 3시 10분      | 1시간 15분 |
| MBC TV    | 2013년 7월 9일 | 매주 화요일 새벽 1시 55분 ~ 3시 25분      | 1시간 30분 |
| MBC TV    | 2013년 8월 27일 | 매주 화요일 새벽 2시 ~ 3시 15분           | 1시간 15분 |
| MBC TV    | 2013년 9월 17일 | 매주 화요일 새벽 2시 5분 ~ 3시 25분       | 1시간 20분 |
| MBC TV    | 2013년 10월 22일 | 매주 화요일 새벽 1시 50분 ~ 3시 15분      | 1시간 25분 |
| MBC TV    | 2013년 11월 12일 ~ 2013년 12월 17일 | 매주 화요일 새벽 1시 50분 ~ 3시 15분      | 1시간 25분 |
| MBC TV    | 2014년 1월 7일 | 매주 화요일 새벽 1시 50분 ~ 3시 15분      | 1시간 25분 |
| MBC TV    | 2014년 2월 4일 | 매주 화요일 새벽 1시 50분 ~ 3시 15분      | 1시간 25분 |
| MBC TV    | 2014년 3월 4일 | 매주 화요일 새벽 1시 50분 ~ 3시 15분      | 1시간 25분 |
| MBC TV    | 2014년 4월 8일 ~ 2014년 4월 15일 | 매주 화요일 새벽 1시 50분 ~ 3시 15분      | 1시간 25분 |
| MBC TV    | 2014년 7월 15일 | 매주 화요일 새벽 1시 50분 ~ 3시 15분      | 1시간 25분 |
| MBC TV    | 2014년 7월 29일 | 매주 화요일 새벽 1시 50분 ~ 3시 15분      | 1시간 25분 |
| MBC TV    | 2014년 8월 12일 ~ 2014년 8월 26일 | 매주 화요일 새벽 1시 50분 ~ 3시 15분      | 1시간 25분 |
| MBC TV    | 2014년 10월 7일 | 매주 화요일 새벽 1시 50분 ~ 3시 15분      | 1시간 25분 |
| MBC TV    | 2014년 10월 28일 ~ 2014년 11월 18일 | 매주 화요일 새벽 1시 50분 ~ 3시 15분      | 1시간 25분 |
| MBC TV    | 2014년 12월 30일 | 매주 화요일 새벽 1시 50분 ~ 3시 15분      | 1시간 25분 |
| MBC TV    | 2015년 1월 20일 | 매주 화요일 새벽 1시 50분 ~ 3시 15분      | 1시간 25분 |
| MBC TV    | 2015년 2월 17일 | 매주 화요일 새벽 1시 50분 ~ 3시 15분      | 1시간 25분 |
| MBC TV    | 2015년 4월 7일 | 매주 화요일 새벽 1시 50분 ~ 3시 15분      | 1시간 25분 |
| MBC TV    | 2013년 12월 31일 | 매주 화요일 새벽 1시 50분 ~ 3시 20분      | 1시간 30분 |
| MBC TV    | 2014년 8월 5일 | 매주 화요일 새벽 1시 50분 ~ 3시 20분      | 1시간 30분 |
| MBC TV    | 2014년 2월 26일 | 매주 수요일 새벽 1시 35분 ~ 2시 55분      | 1시간 20분 |
| MBC TV    | 2014년 4월 2일 | 매주 수요일 새벽 1시 50분 ~ 2시 50분      | 1시간      |
| MBC TV    | 2014년 5월 7일 ~ 2014년 5월 21일 | 매주 수요일 새벽 2시 ~ 3시 15분           | 1시간 15분 |
| MBC TV    | 2014년 5월 28일 | 매주 수요일 새벽 2시 10분 ~ 3시 25분      | 1시간 15분 |
| MBC TV    | 2014년 6월 4일 | 매주 수요일 새벽 2시 ~ 3시 25분           | 1시간 25분 |
| MBC TV    | 2014년 6월 11일 | 매주 수요일 새벽 1시 35분 ~ 2시 50분      | 1시간 15분 |
| MBC TV    | 2014년 7월 9일 | 매주 수요일 새벽 1시 50분 ~ 3시 25분      | 1시간 35분 |
| MBC TV    | 2014년 10월 14일 | 매주 화요일 새벽 1시 50분 ~ 3시 25분      | 1시간 35분 |
| MBC TV    | 2014년 9월 2일 | 매주 화요일 새벽 1시 45분 ~ 3시 5분       | 1시간 20분 |
| MBC TV    | 2014년 9월 9일 | 매주 화요일 새벽 1시 30분 ~ 2시 55분      | 1시간 20분 |
| MBC TV    | 2014년 9월 16일 | 매주 화요일 새벽 1시 35분 ~ 3시           | 1시간 25분 |
| MBC TV    | 2014년 9월 23일 | 매주 화요일 새벽 1시 55분 ~ 3시 20분      | 1시간 25분 |
| MBC TV    | 2014년 11월 25일 | 매주 화요일 새벽 1시 55분 ~ 3시 20분      | 1시간 25분 |
| MBC TV    | 2014년 12월 2일 ~ 2014년 12월 23일 | 매주 월요일 새벽 1시 45분 ~ 3시 10분      | 1시간 25분 |
| MBC TV    | 2015년 1월 6일 | 매주 월요일 새벽 1시 45분 ~ 3시 10분      | 1시간 25분 |
| MBC TV    | 2015년 1월 27일 ~ 2015년 3월 31일 | 매주 월요일 새벽 1시 45분 ~ 3시 10분      | 1시간 25분 |
| MBC TV    | 2015년 2월 24일 | 매주 월요일 새벽 1시 45분 ~ 3시 10분      | 1시간 25분 |
| MBC TV    | 2015년 3월 10일 ~ 2015년 3월 17일 | 매주 월요일 새벽 1시 45분 ~ 3시 10분      | 1시간 25분 |
| MBC TV    | 2015년 5월 12일 | 매주 화요일 새벽 2시 ~ 3시 20분           | 1시간 20분 |
| MBC TV    | 2015년 8월 25일 | 매주 화요일 새벽 3시 ~ 4시 20분           | 1시간 20분 |
| MBC TV    | 2015년 9월 22일 | 매주 화요일 새벽 1시 45분 ~ 3시 5분       | 1시간 20분 |
| MBC TV    | 2015년 10월 13일 ~ 2015년 11월 3일 | 매주 화요일 새벽 1시 45분 ~ 3시 5분       | 1시간 20분 |
| MBC TV    | 2016년 4월 5일 ~ 2016년 4월 26일 | 매주 화요일 새벽 1시 45분 ~ 3시 5분       | 1시간 20분 |
| MBC TV    | 2016년 5월 31일 ~ 2016년 6월 7일 | 매주 화요일 새벽 1시 45분 ~ 3시 5분       | 1시간 20분 |
| MBC TV    | 2016년 6월 21일 | 매주 화요일 새벽 1시 45분 ~ 3시 5분       | 1시간 20분 |
| MBC TV    | 2016년 7월 5일 ~ 2016년 8월 2일 | 매주 화요일 새벽 1시 45분 ~ 3시 5분       | 1시간 20분 |
| MBC TV    | 2016년 8월 30일 ~ 2016년 9월 6일 | 매주 화요일 새벽 1시 45분 ~ 3시 5분       | 1시간 20분 |
| MBC TV    | 2016년 10월 11일 ~ 2016년 10월 25일 | 매주 화요일 새벽 1시 45분 ~ 3시 5분       | 1시간 20분 |
| MBC TV    | 2016년 12월 13일 | 매주 화요일 새벽 1시 45분 ~ 3시 5분       | 1시간 20분 |
| MBC TV    | 2016년 12월 27일 | 매주 화요일 새벽 1시 45분 ~ 3시 5분       | 1시간 20분 |
| MBC TV    | 2017년 4월 4일 ~ 2017년 4월 18일 | 매주 화요일 새벽 1시 45분 ~ 3시 5분       | 1시간 20분 |
| MBC TV    | 2017년 5월 2일 ~ 2017년 5월 9일 | 매주 화요일 새벽 1시 45분 ~ 3시 5분       | 1시간 20분 |
| MBC TV    | 2017년 6월 13일 ~ 2017년 6월 27일 | 매주 화요일 새벽 1시 45분 ~ 3시 5분       | 1시간 20분 |
| MBC TV    | 2017년 7월 11일 | 매주 화요일 새벽 1시 45분 ~ 3시 5분       | 1시간 20분 |
| MBC TV    | 2016년 5월 3일 ~ 2016년 5월 24일 | 매주 화요일 새벽 1시 55분 ~ 3시 15분      | 1시간 20분 |
| MBC TV    | 2015년 10월 6일 | 매주 화요일 새벽 2시 40분 ~ 4시           | 1시간 20분 |
| MBC TV    | 2015년 11월 10일 ~ 2015년 12월 1일 | 매주 화요일 새벽 1시 35분 ~ 2시 55분      | 1시간 20분 |
| MBC TV    | 2015년 12월 15일 ~ 2016년 3월 29일 | 매주 화요일 새벽 1시 35분 ~ 2시 55분      | 1시간 20분 |
| MBC TV    | 2015년 12월 8일 | 매주 화요일 새벽 1시 40분 ~ 3시           | 1시간 20분 |
| MBC TV    | 2016년 6월 14일 | 매주 화요일 새벽 2시 ~ 3시                | 1시간      |
| MBC TV    | 2016년 6월 28일 | 매주 화요일 새벽 3시 ~ 4시 10분           | 1시간 10분 |
| MBC TV    | 2016년 8월 23일 | 매주 화요일 새벽 1시 30분 ~ 2시 50분      | 1시간 20분 |
| MBC TV    | 2016년 9월 13일 | 매주 화요일 새벽 1시 30분 ~ 2시 50분      | 1시간 20분 |
| MBC TV    | 2016년 11월 1일 ~ 2016년 12월 6일 | 매주 화요일 새벽 1시 35분 ~ 2시 55분      | 1시간 20분 |
| MBC TV    | 2016년 12월 20일 | 매주 화요일 새벽 1시 35분 ~ 2시 55분      | 1시간 20분 |
| MBC TV    | 2017년 1월 3일 ~ 2017년 1월 17일 | 매주 화요일 새벽 1시 35분 ~ 2시 55분      | 1시간 20분 |
| MBC TV    | 2017년 2월 21일 ~ 2017년 3월 28일 | 매주 화요일 새벽 1시 35분 ~ 2시 55분      | 1시간 20분 |
| MBC TV    | 2017년 4월 25일 | 매주 화요일 새벽 1시 35분 ~ 2시 55분      | 1시간 20분 |
| MBC TV    | 2017년 1월 31일 ~ 2017년 2월 14일 | 매주 화요일 새벽 1시 25분 ~ 2시 45분      | 1시간 20분 |
| MBC TV    | 2017년 5월 16일 | 매주 화요일 새벽 1시 25분 ~ 2시 45분      | 1시간 20분 |
| MBC TV    | 2017년 5월 23일 | 매주 화요일 새벽 2시 5분 ~ 3시 25분       | 1시간 20분 |
| MBC TV    | 2017년 7월 4일 | 매주 화요일 새벽 1시 50분 ~ 3시 10분      | 1시간 20분 |
| MBC TV    | 2017년 7월 18일 | 매주 화요일 새벽 1시 50분 ~ 3시 10분      | 1시간 20분 |
| MBC TV    | 2017년 8월 4일 ~ 2017년 8월 11일 | 매주 금요일 새벽 1시 45분 ~ 3시 5분       | 1시간 20분 |
| MBC TV    | 2017년 8월 18일 ~ 2017년 9월 1일 | 매주 금요일 새벽 1시 20분 ~ 2시 40분      | 1시간 20분 |
| MBC TV    | 2017년 12월 29일 | 매주 금요일 새벽 1시 20분 ~ 2시 40분      | 1시간 20분 |
| MBC TV    | 2017년 9월 7일 ~ 2017년 9월 28일 | 매주 목요일 밤 12시 10분 ~ 1시 30분       | 1시간 20분 |
| MBC TV    | 2017년 10월 12일 ~ 2017년 11월 9일 | 매주 목요일 밤 12시 10분 ~ 1시 30분       | 1시간 20분 |
| MBC TV    | 2017년 10월 6일 | 매주 금요일 새벽 1시 20분 ~ 2시 40분      | 1시간 20분 |
| MBC TV    | 2018년 2월 2일 ~ 2018년 2월 23일 | 매주 금요일 새벽 1시 25분 ~ 2시 45분      | 1시간 20분 |
| MBC TV    | 2017년 11월 16일 | 매주 목요일 밤 12시 40분 ~ 2시            | 1시간 20분 |
| MBC TV    | 2017년 11월 24일 ~ 2017년 12월 1일 | 매주 금요일 새벽 1시 10분 ~ 2시 30분      | 1시간 20분 |
| MBC TV    | 2018년 1월 5일 ~ 2018년 1월 26일 | 매주 금요일 새벽 1시 10분 ~ 2시 30분      | 1시간 20분 |
| MBC TV    | 2017년 12월 8일 | 매주 금요일 새벽 1시 30분 ~ 2시 50분      | 1시간 20분 |
| MBC TV    | 2017년 12월 15일 ~ 2017년 12월 22일 | 매주 금요일 새벽 1시 5분 ~ 2시 25분       | 1시간 20분 |
| MBC TV    | 2018년 3월 2일 ~ 2018년 3월 30일 | 매주 금요일 새벽 1시 5분 ~ 2시 25분       | 1시간 20분 |
| MBC TV    | 2017년 12월 29일 | 매주 금요일 새벽 1시 20분 ~ 2시 40분      | 1시간 20분 |
| MBC TV    | 2018년 4월 8일 ~ 2018년 5월 13일 | 매주 일요일 새벽 1시 40분 ~ 3시           | 1시간 20분 |
| MBC TV    | 2018년 8월 12일 ~ 2018년 8월 19일 | 매주 일요일 새벽 1시 40분 ~ 3시           | 1시간 20분 |
| MBC TV    | 2018년 12월 2일 | 매주 일요일 새벽 1시 40분 ~ 3시           | 1시간 20분 |
| MBC TV    | 2018년 5월 20일 | 매주 일요일 새벽 2시 ~ 3시 20분           | 1시간 20분 |
| MBC TV    | 2018년 5월 27일 ~ 2018년 6월 3일 | 매주 일요일 새벽 1시 10분 ~ 2시 30분      | 1시간 20분 |
| MBC TV    | 2018년 6월 10일 | 매주 일요일 새벽 1시 30분 ~ 2시 50분      | 1시간 20분 |
| MBC TV    | 2018년 7월 7일 ~ 2018년 8월 4일 | 매주 토요일 밤 12시 45분 ~ 2시 5분        | 1시간 20분 |
| MBC TV    | 2018년 8월 25일 ~ 2018년 9월 8일 | 매주 토요일 밤 12시 45분 ~ 2시 5분        | 1시간 20분 |
| MBC TV    | 2018년 9월 16일 ~ 2018년 11월 25일 | 매주 일요일 새벽 1시 45분 ~ 3시 5분       | 1시간 20분 |
| MBC TV    | 2018년 12월 9일 ~ 2018년 12월 23일 | 매주 일요일 새벽 1시 45분 ~ 3시 5분       | 1시간 20분 |
| MBC TV    | 2019년 1월 6일 ~ 2019년 2월 3일 | 매주 일요일 새벽 1시 45분 ~ 3시 5분       | 1시간 20분 |
| MBC TV    | 2019년 2월 17일 ~ 2019년 4월 14일 | 매주 일요일 새벽 1시 45분 ~ 3시 5분       | 1시간 20분 |
| MBC TV    | 2019년 6월 9일 | 매주 일요일 새벽 1시 45분 ~ 3시 5분       | 1시간 20분 |
| MBC TV    | 2019년 6월 23일 ~ 2019년 6월 29일 | 매주 일요일 새벽 1시 45분 ~ 3시 5분       | 1시간 20분 |
| MBC TV    | 2019년 8월 4일 | 매주 일요일 새벽 1시 45분 ~ 3시 5분       | 1시간 20분 |
| MBC TV    | 2019년 8월 25일 | 매주 일요일 새벽 1시 45분 ~ 3시 5분       | 1시간 20분 |
| MBC TV    | 2019년 9월 22일 ~ 2019년 9월 29일 | 매주 일요일 새벽 1시 45분 ~ 3시 5분       | 1시간 20분 |
| MBC TV    | 2019년 12월 22일 ~ 2020년 3월 29일 | 매주 일요일 새벽 1시 45분 ~ 3시 5분       | 1시간 20분 |
| MBC TV    | 2020년 4월 12일 ~ 2020년 5월 10일 | 매주 일요일 새벽 1시 45분 ~ 3시 5분       | 1시간 20분 |
| MBC TV    | 2020년 12월 20일 | 매주 일요일 새벽 1시 45분 ~ 3시 5분       | 1시간 20분 |
| MBC TV    | 2021년 2월 21일 ~ 2021년 3월 21일 | 매주 일요일 새벽 1시 45분 ~ 3시 5분       | 1시간 20분 |
| MBC TV    | 2018년 12월 30일 | 매주 일요일 새벽 1시 35분 ~ 2시 55분      | 1시간 20분 |
| MBC TV    | 2020년 4월 5일 | 매주 일요일 새벽 1시 35분 ~ 2시 55분      | 1시간 20분 |
| MBC TV    | 2019년 2월 10일 | 매주 일요일 새벽 2시 5분 ~ 3시 25분       | 1시간 20분 |
| MBC TV    | 2019년 7월 7일 | 매주 일요일 새벽 2시 5분 ~ 3시 25분       | 1시간 20분 |
| MBC TV    | 2019년 10월 20일 ~ 2019년 10월 27일 | 매주 일요일 새벽 2시 5분 ~ 3시 25분       | 1시간 20분 |
| MBC TV    | 2019년 11월 17일 ~ 2019년 12월 15일 | 매주 일요일 새벽 2시 5분 ~ 3시 25분       | 1시간 20분 |
| MBC TV    | 2020년 12월 27일 ~ 2021년 1월 3일 | 매주 일요일 새벽 2시 5분 ~ 3시 25분       | 1시간 20분 |
| MBC TV    | 2019년 4월 21일 ~ 2019년 4월 28일 | 매주 일요일 새벽 1시 50분 ~ 3시 10분      | 1시간 20분 |
| MBC TV    | 2019년 5월 12일 ~ 2019년 6월 2일 | 매주 일요일 새벽 1시 50분 ~ 3시 10분      | 1시간 20분 |
| MBC TV    | 2019년 9월 1일 ~ 2019년 9월 15일 | 매주 일요일 새벽 1시 50분 ~ 3시 10분      | 1시간 20분 |
| MBC TV    | 2019년 10월 6일 ~ 2019년 10월 13일 | 매주 일요일 새벽 1시 50분 ~ 3시 10분      | 1시간 20분 |
| MBC TV    | 2020년 5월 24일 | 매주 일요일 새벽 1시 50분 ~ 3시 10분      | 1시간 20분 |
| MBC TV    | 2020년 6월 7일 | 매주 일요일 새벽 1시 50분 ~ 3시 10분      | 1시간 20분 |
| MBC TV    | 2020년 7월 5일 ~ 2020년 7월 12일 | 매주 일요일 새벽 1시 50분 ~ 3시 10분      | 1시간 20분 |
| MBC TV    | 2020년 8월 2일 | 매주 일요일 새벽 1시 50분 ~ 3시 10분      | 1시간 20분 |
| MBC TV    | 2021년 4월 11일 | 매주 일요일 새벽 1시 50분 ~ 3시 10분      | 1시간 20분 |
| MBC TV    | 2019년 5월 5일 | 매주 일요일 새벽 1시 45분 ~ 3시 10분      | 1시간 25분 |
| MBC TV    | 2019년 6월 17일 | 매주 월요일 새벽 1시 50분 ~ 3시 10분      | 1시간 20분 |
| MBC TV    | 2019년 7월 21일 | 매주 일요일 새벽 2시 15분 ~ 3시 35분      | 1시간 20분 |
| MBC TV    | 2019년 8월 11일 | 매주 일요일 새벽 1시 40분 ~ 3시           | 1시간 20분 |
| MBC TV    | 2020년 6월 28일 | 매주 일요일 새벽 1시 40분 ~ 3시           | 1시간 20분 |
| MBC TV    | 2020년 5월 31일 | 매주 일요일 새벽 1시 35분 ~ 2시 55분      | 1시간 20분 |
| MBC TV    | 2019년 8월 18일 | 매주 일요일 새벽 1시 55분 ~ 3시 15분      | 1시간 20분 |
| MBC TV    | 2019년 11월 3일 ~ 2019년 11월 10일 | 매주 일요일 새벽 2시 10분 ~ 3시 30분      | 1시간 20분 |
| MBC TV    | 2020년 5월 17일 | 매주 일요일 새벽 1시 55분 ~ 3시 15분      | 1시간 20분 |
| MBC TV    | 2020년 6월 14일 ~ 2020년 6월 21일 | 매주 일요일 새벽 1시 55분 ~ 3시 15분      | 1시간 20분 |
| MBC TV    | 2020년 7월 19일 ~ 2020년 7월 26일 | 매주 일요일 새벽 1시 55분 ~ 3시 15분      | 1시간 20분 |
| MBC TV    | 2020년 8월 16일 ~ 2020년 12월 13일 | 매주 일요일 새벽 1시 55분 ~ 3시 15분      | 1시간 20분 |
| MBC TV    | 2021년 1월 17일 ~ 2021년 2월 7일 | 매주 일요일 새벽 1시 55분 ~ 3시 15분      | 1시간 20분 |
| MBC TV    | 2021년 3월 28일 | 매주 일요일 새벽 1시 55분 ~ 3시 15분      | 1시간 20분 |
| MBC TV    | 2020년 5월 31일 | 매주 일요일 새벽 1시 35분 ~ 2시 55분      | 1시간 20분 |
| MBC TV    | 2021년 1월 10일 | 매주 일요일 새벽 2시 ~ 3시 20분           | 1시간 20분 |
| MBC TV    | 2021년 2월 14일 | 매주 일요일 새벽 2시 ~ 3시 20분           | 1시간 20분 |
| MBC TV    | 2021년 4월 4일 | 매주 일요일 새벽 1시 40분 ~ 3시           | 1시간 20분 |
| MBC TV    | 2021년 4월 18일 | 매주 일요일 새벽 2시 ~ 3시 10분           | 1시간 10분 |
| MBC TV    | 2021년 4월 25일 ~ 2021년 5월 2일 | 매주 일요일 새벽 1시 50분 ~ 3시           | 1시간 10분 |
| MBC TV    | 2021년 6월 13일 | 매주 일요일 새벽 1시 50분 ~ 3시           | 1시간 10분 |
| MBC TV    | 2021년 5월 9일 ~ 2021년 5월 16일 | 매주 일요일 새벽 1시 55분 ~ 3시 20분      | 1시간 25분 |
| MBC TV    | 2021년 6월 20일 ~ 2021년 6월 27일 | 매주 일요일 새벽 1시 55분 ~ 3시 20분      | 1시간 25분 |
| MBC TV    | 2021년 5월 23일 | 매주 일요일 새벽 2시 5분 ~ 3시 15분       | 1시간 10분 |
| MBC TV    | 2021년 5월 30일 | 매주 일요일 새벽 2시 5분 ~ 3시 5분        | 1시간      |
| MBC TV    | 2021년 6월 6일 | 매주 일요일 새벽 1시 55분 ~ 3시 5분       | 1시간 10분 |
| MBC TV    | 2021년 7월 4일 | 매주 일요일 새벽 2시 15분 ~ 3시 25분      | 1시간 10분 |
| MBC TV    | 2021년 7월 11일 | 매주 일요일 새벽 2시 15분 ~ 3시 20분      | 1시간 5분  |
| MBC TV    | 2021년 7월 25일 | 매주 일요일 새벽 1시 5분 ~ 2시 15분       | 1시간 5분  |
| MBC TV    | 2021년 8월 1일 | 매주 일요일 새벽 1시 50분 ~ 2시 55분      | 1시간 5분  |
| MBC TV    | 2021년 8월 8일 | 매주 일요일 새벽 1시 30분 ~ 2시 45분      | 1시간 15분 |
| MBC TV    | 2021년 8월 15일 | 매주 일요일 새벽 1시 40분 ~ 2시 55분      | 1시간 15분 |
| MBC TV    | 2021년 8월 22일 | 매주 일요일 새벽 1시 35분 ~ 2시 45분      | 1시간 10분 |
| MBC TV    | 2021년 8월 29일 | 매주 일요일 새벽 1시 40분 ~ 2시 50분      | 1시간 10분 |
| MBC TV    | 2021년 9월 5일 | 매주 일요일 새벽 1시 30분 ~ 2시 30분      | 1시간      |
| MBC TV    | 2021년 9월 12일 | 매주 일요일 새벽 1시 40분 ~ 2시 45분      | 1시간 5분  |
| MBC TV    | 2021년 9월 22일 | 매주 수요일 새벽 1시 5분 ~ 2시 25분       | 1시간 20분 |
| MBC TV    | 2021년 9월 29일 | 매주 수요일 새벽 1시 30분 ~ 2시 40분      | 1시간 10분 |
| MBC TV    | 2021년 10월 5일 ~ 2021년 11월 30일 | 매주 화요일 밤 12시 55분 ~ 새벽 2시 5분   | 1시간 10분 |
| MBC TV    | 2021년 12월 21일 ~ 2021년 12월 28일 | 매주 화요일 밤 12시 55분 ~ 새벽 2시 5분   | 1시간 10분 |
| MBC TV    | 2022년 6월 14일 ~ 2022년 8월 2일 | 매주 화요일 밤 12시 55분 ~ 새벽 2시 5분   | 1시간 10분 |
| MBC TV    | 2022년 8월 16일 | 매주 화요일 밤 12시 55분 ~ 새벽 2시 5분   | 1시간 10분 |
| MBC TV    | 2021년 12월 7일 | 매주 화요일 밤 12시 25분 ~ 새벽 1시 35분  | 1시간 10분 |
| MBC TV    | 2022년 1월 4일 | 매주 화요일 밤 12시 25분 ~ 새벽 1시 35분  | 1시간 10분 |
| MBC TV    | 2021년 12월 14일 | 매주 화요일 밤 12시 55분 ~ 새벽 2시 15분  | 1시간 20분 |
| MBC TV    | 2022년 1월 11일 | 매주 화요일 밤 12시 50분 ~ 새벽 1시 55분  | 1시간 5분  |
| MBC TV    | 2022년 1월 18일 ~ 2022년 1월 25일 | 매주 화요일 밤 12시 50분 ~ 새벽 2시       | 1시간 10분 |
| MBC TV    | 2022년 5월 24일 | 매주 화요일 밤 12시 50분 ~ 새벽 2시       | 1시간 10분 |
| MBC TV    | 2022년 2월 1일 | 매주 화요일 새벽 1시 25분 ~ 2시 25분      | 1시간      |
| MBC TV    | 2022년 2월 8일 | 매주 화요일 밤 12시 35분 ~ 새벽 1시 40분  | 1시간 5분  |
| MBC TV    | 2022년 2월 15일 | 매주 화요일 밤 12시 40분 ~ 새벽 1시 50분  | 1시간 10분 |
| MBC TV    | 2022년 2월 22일 | 매주 화요일 새벽 1시 ~ 2시 10분           | 1시간 10분 |
| MBC TV    | 2022년 4월 4일 | 매주 화요일 새벽 1시 ~ 2시 10분           | 1시간 10분 |
| MBC TV    | 2022년 4월 19일 ~ 2022년 4월 26일 | 매주 화요일 새벽 1시 ~ 2시 10분           | 1시간 10분 |
| MBC TV    | 2022년 5월 10일 | 매주 화요일 새벽 1시 ~ 2시 10분           | 1시간 10분 |
| MBC TV    | 2022년 3월 8일 | 매주 화요일 새벽 1시 25분 ~ 2시 35분      | 1시간 10분 |
| MBC TV    | 2022년 3월 15일 | 매주 화요일 새벽 1시 ~ 2시 15분           | 1시간 15분 |
| MBC TV    | 2022년 4월 12일 | 매주 화요일 새벽 1시 ~ 2시 15분           | 1시간 15분 |
| MBC TV    | 2022년 3월 22일 | 매주 화요일 새벽 1시 ~ 2시                | 1시간      |
| MBC TV    | 2022년 5월 3일 | 매주 화요일 새벽 1시 ~ 2시                | 1시간      |
| MBC TV    | 2022년 3월 29일 | 매주 화요일 새벽 1시 ~ 2시 20분           | 1시간 20분 |
| MBC TV    | 2022년 5월 17일 | 매주 화요일 새벽 1시 ~ 2시 25분           | 1시간 25분 |
| MBC TV    | 2022년 5월 31일 | 매주 화요일 새벽 1시 30분 ~ 2시 40분      | 1시간 25분 |
| MBC TV    | 2022년 6월 7일 | 매주 화요일 새벽 1시 25분 ~ 2시 35분      | 1시간 25분 |
| MBC TV    | 2022년 8월 9일 | 매주 화요일 밤 12시 15분 ~ 새벽 1시 25분  | 1시간 10분 |
| MBC TV    | 2022년 8월 23일 2023년 7월 18일 ~ 2023년 9월 5일 | 매주 화요일 밤 12시 45분 ~ 새벽 1시 55분  | 1시간 10분 |
| MBC TV    | 2022년 8월 30일 2022년 9월 13일 ~ 10월 4일 2022년 11월 1일 2022년 12월 20일 ~ 2023년 3월 21일 2023년 5월 2일 ~ 2023년 5월 23일 2023년 6월 6일 ~ 2023년 6월 13일 | 매주 화요일 밤 12시 55분 ~ 새벽 2시 5분   | 1시간 10분 |
| MBC TV    | 2022년 9월 6일 2023년 5월 30일 | 매주 화요일 밤 12시 55분 ~ 새벽 2시 10분  | 1시간 15분 |
| MBC TV    | 2022년 10월 11일 ~ 10월 25일 2023년 3월 28일 2023년 4월 18일 ~ 2023년 4월 25일                                                                                  | 매주 화요일 밤 12시 55분 ~ 새벽 2시       | 1시간 5분  |
| MBC TV    | 2022년 11월 8일 | 매주 화요일 밤 12시 25분 ~ 새벽 1시 35분  | 1시간 5분  |
| MBC TV    | 2022년 11월 15일 | 매주 화요일 밤 12시 45분 ~ 새벽 2시 5분   | 1시간 20분 |
| MBC TV    | 2023년 4월 4일 2023년 7월 4일 | 매주 화요일 밤 12시 50분 ~ 새벽 2시       | 1시간 10분 |
| MBC TV    | 2023년 4월 11일 | 매주 화요일 밤 12시 50분 ~ 새벽 2시 10분  | 1시간 20분 |
| MBC TV    | 2023년 6월 20일 | 매주 화요일 새벽 1시 ~ 2시 10분           | 1시간 10분 |
| MBC TV    | 2023년 6월 27일 | 매주 화요일 새벽 1시 10분 ~ 2시 20분      | 1시간 10분 |
| MBC TV    | 2023년 7월 11일/12월 5일 | 매주 화요일 새벽 1시 5분 ~ 2시 15분       | 1시간 10분 |
| MBC TV    | 2023년 9월 12일/ 10월 10일 | 매주 화요일 밤 12시 45분 ~ 새벽 1시 50분  | 1시간 5분  |
| MBC TV    | 2023년 9월 19일 | 매주 화요일 새벽 1시 15분 ~ 2시 25분      | 1시간 10분 |
| MBC TV    | 2023년 10월 17일 | 매주 화요일 밤 12시 45분 ~ 새벽 1시 55분  | 1시간 10분 |
| MBC TV    | 2023년 11월 28일 | 매주 화요일 새벽 1시 25분 ~ 새벽 2시 35분 | 1시간 10분 |
| MBC TV    | 2023년 12월 12일 ~ 2024년 2월 6일 2024년 4월 23일 2024년 5월 7일 ~ 2024년 6월 25일 2024년 7월 9일 ~ 2024년 7월 23일                                             | 매주 화요일 밤 12시 55분 ~ 새벽 2시 5분   | 1시간 10분 |
| MBC TV    | 2024년 4월 30일 | 매주 화요일 밤 12시 35분 ~ 새벽 1시 45분  | 1시간 10분 |
| MBC TV    | 2024년 7월 2일 | 매주 화요일 밤 12시 55분 ~ 새벽 2시 15분  | 1시간 20분 |
| MBC TV    | 2024년 8월 13일 | 매주 화요일 밤 12시 45분 ~ 새벽 2시 5분   | 1시간 20분 |
| MBC TV    | 2024년 8월 20일 ~ 2024년 10월 8일 | 매주 화요일 밤 12시 45분 ~ 새벽 1시 55분  | 1시간 10분 |

## 역대 진행자
- 바비 킴, 이루마, 김성경 (2013년 1월 8일 ~ 2018년 7월 7일)
- 손열음 (2018년 7월 14일 ~ 2022년 4월 19일)
- 대니 구 (2022년 4월 26일 ~ 2024년 10월 8일)

## 같이 보기
- 수요예술무대